# Buteo regalis
Buteo regalis là một loài chim trong họ Accipitridae.

## Hình ảnh

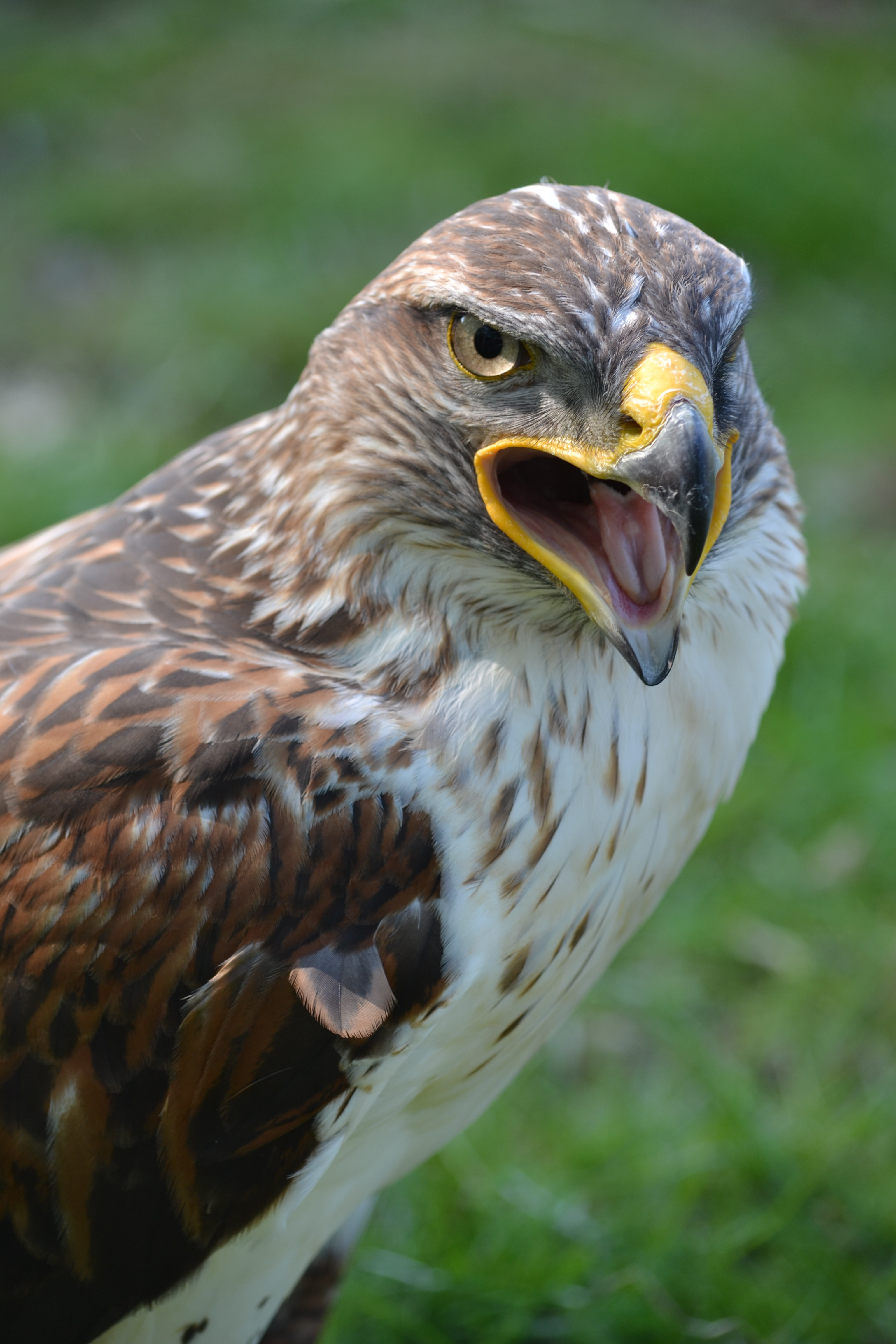
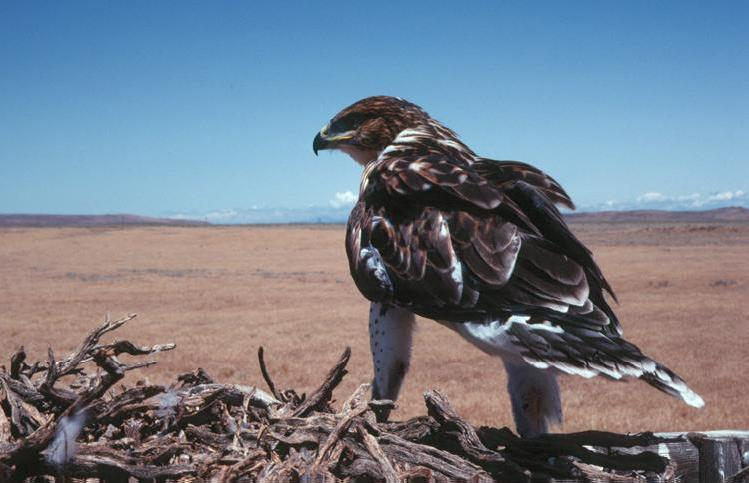
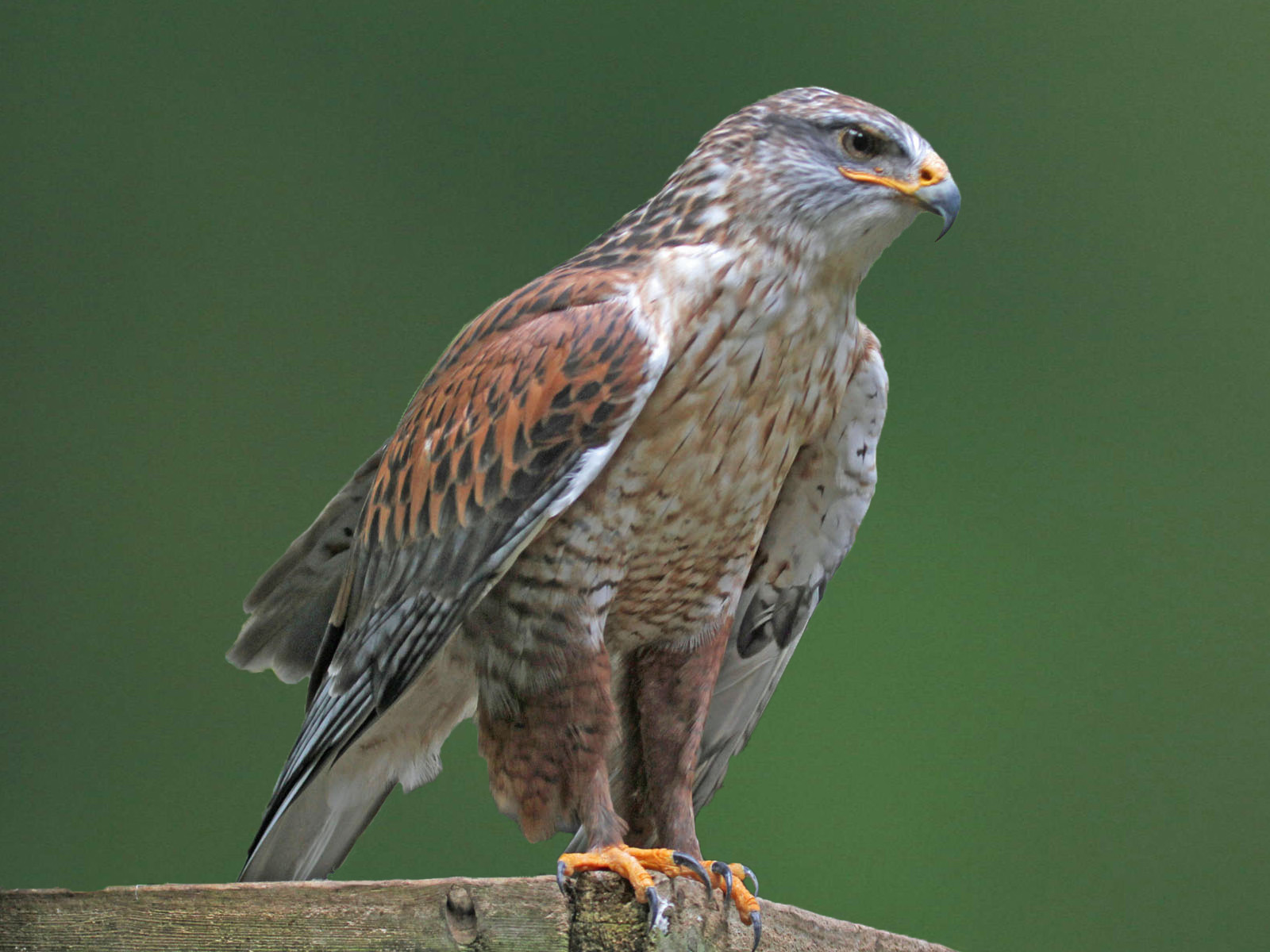
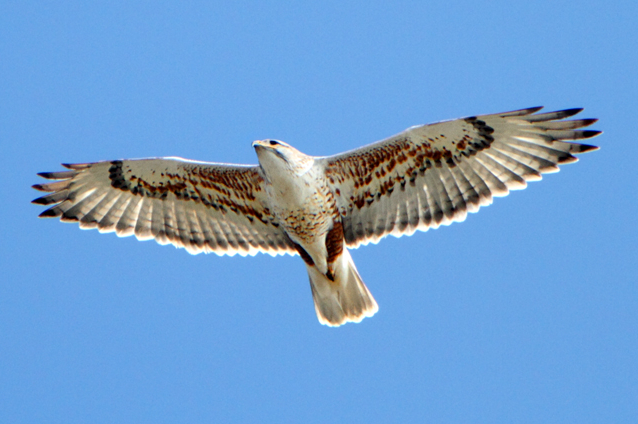
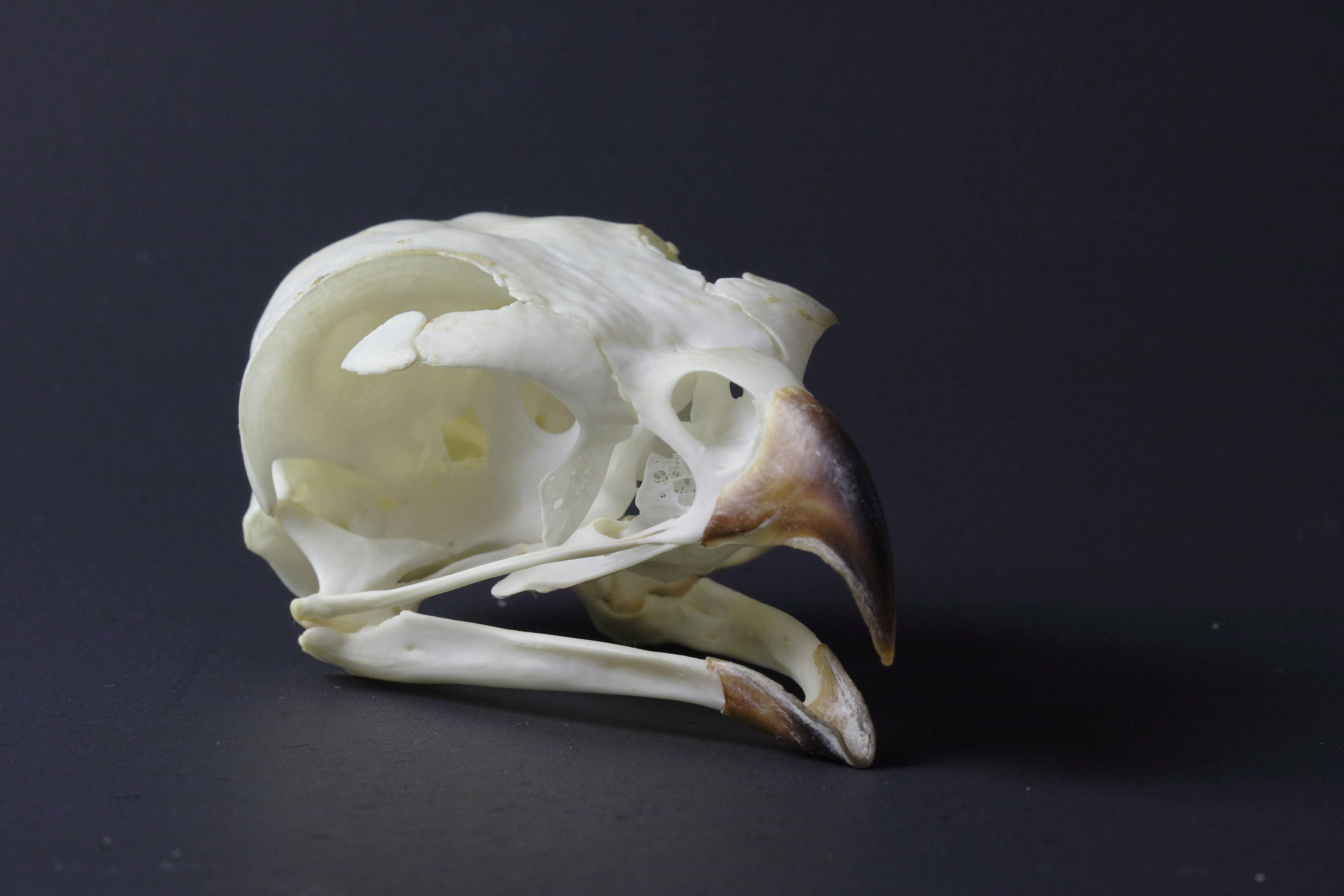
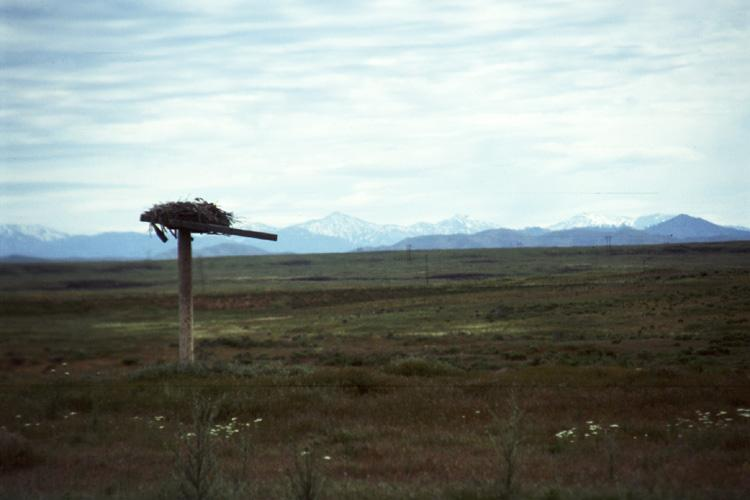